# Grizzly Man
Grizzly Man è un film documentario statunitense del 2005 scritto e diretto da Werner Herzog.

## Trama
Dal 1990 al 2003 l'esploratore ambientalista Timothy Treadwell trascorse la sua vita estiva nel Parco nazionale e riserva di Katmai (Alaska) per vivere insieme agli orsi grizzly e proteggerli. Dal 2000 al 2003 portò con sé due telecamere, con le quali realizzò più di 100 ore di filmati che documentavano la sua convivenza con gli orsi (ad ognuno di essi aveva assegnato un nome). Si era convinto di essere diventato loro amico: forse, addirittura, di «essere» un orso.
Nell'ottobre del 2003 all'improvviso venne attaccato e sbranato da un vecchio esemplare affamato, estraneo al branco e non abituato alla sua presenza. La mortale aggressione coinvolse anche la fidanzata di Treadwell, a sua volta sbranata nel vano tentativo di salvare l'uomo.
Herzog ricostruisce la storia, aggiungendo al materiale girato da Timothy (circa il 70%) alcune interviste e la sua voce fuori campo. Treadwell oltre a riprendere la vita degli orsi si mette di persona di fronte alla telecamera insieme a loro, parla di se stesso, del suo rapporto con gli animali e con gli uomini, con il mondo. Herzog commenta, quasi dialoga con Treadwell, esprimendo le sue idee sulla natura («solo caos, conflitto, e morte»).

## Produzione
L'idea per il film non nacque da Herzog, bensì da Jewel Palovak, l'ex-compagna e collega di Treadwell che compare nel film. Discovery Channel le propose di realizzare il film con loro e lei accettò. Il produttore Erik Nelson, di Discovery Channel, incontrò Herzog al Jacksonville Film Festival e lo convinse ad essere il regista del film. Herzog ha affermato di aver accettato sia per l'interesse che ha suscitato su di lui il personaggio (molto vicino ai tipici eroi folli herzoghiani), sia per la volontà di iniziare una vantaggiosa collaborazione con Discovery Channel, per il quale, infatti, ha già realizzato un altro film: Encounters at the End of the World.
Per selezionare tra i filmati di Treadwell (più di 100 ore) il materiale da inserire nel film, fu affidato, a un gran numero di persone, il compito di visionare le registrazioni e di assegnare a ogni scena un voto da 1 a 4 stelle. Herzog ha poi visionato quasi tutto il materiale da 3 e 4 stelle, dal quale ha scelto cosa inserire nel film. 
La produzione del film è durata complessivamente 29 giorni, di cui 9 per il montaggio. Il commento è stato scritto e registrato da Herzog durante il montaggio.
Nella versione cinematografica del film era presente l'estratto di una puntata del David Letterman Show in cui Letterman intervista Treadwell e gli chiede, scherzando, se pensa che finirà mangiato da un orso. Questa scena è stata eliminata da tutte le edizioni in DVD.

## Riconoscimenti
- Sundance Film Festival 2005
Premio Alfred P. Sloan,
- Directors Guild of America, USA 2006
Miglior documentario,
- Independent Spirit Awards
Miglior documentario,
- National Society of Film Critics, USA
Miglior film non-fiction,
- Chicago Film Critics Association Awards 2006
Miglior documentario
- Florida Film Critics Circle Awards
Miglior documentario
- Kansas City Film Critics Circle Awards 2006: miglior documentario
- Los Angeles Film Critics Association Awards 2005
Miglior documentario
- New York Film Critics Circle Awards 2005
Miglior film non-fiction insieme a Il diamante bianco
- Online Film Critics Society Awards 2006
Miglior documentario
- San Diego Film Critics Society Awards 2005
Miglior documentario
- San Francisco Film Critics Circle 2005
Miglior documentario
- Toronto Film Critics Association Awards 2005
Miglior documentario